# Comuna Dorobanțu, Tulcea
Dorobanțu este o comună în județul Tulcea, Dobrogea, România, formată din satele Ardealu, Cârjelari, Dorobanțu (reședința), Fântâna Oilor și Meșteru.

## Demografie
Componența etnică a comunei Dorobanțu
     Români (91,68%)
     Alte etnii (0%)
     Necunoscută (8,32%)
Componența confesională a comunei Dorobanțu
     Ortodocși (89,35%)
     Alte religii (0,17%)
     Necunoscută (10,48%)
Conform recensământului efectuat în 2021, populația comunei Dorobanțu se ridică la 1.202 locuitori, în scădere față de recensământul anterior din 2011, când fuseseră înregistrați 1.429 de locuitori. Majoritatea locuitorilor sunt români (91,68%), iar pentru 8,32% nu se cunoaște apartenența etnică. Din punct de vedere confesional, majoritatea locuitorilor sunt ortodocși (89,35%), iar pentru 10,48% nu se cunoaște apartenența confesională.

## Politică și administrație
Comuna Dorobanțu este administrată de un primar și un consiliu local compus din 9 consilieri. Primarul, Valentin Munteanu[*], de la Partidul Social Democrat, este în funcție din 2008. Începând cu alegerile locale din 2024, consiliul local are următoarea componență pe partide politice:
|  | Partid                          | Consilieri | Componența Consiliului | Componența Consiliului | Componența Consiliului | Componența Consiliului | Componența Consiliului | Componența Consiliului |
|  | ------------------------------- | ---------- | ---------------------- | ---------------------- | ---------------------- | ---------------------- | ---------------------- | ---------------------- |
|  | Partidul Social Democrat        | 6          |                        |                        |                        |                        |                        |                        |
|  | Alianța pentru Unirea Românilor | 2          |                        |                        |                        |                        |                        |                        |
|  | Partidul Mișcarea Populară      | 1          |                        |                        |                        |                        |                        |                        |